# عمر زعيتر
عمر زعيتر أو عمر زعيتر الجزائري ( - 1924) قاض في محكمة الحقوق في نابلس، شغل منصب رئيس بلدية نابلس لفترة قصيرة قبل وفاته في عام 1924. أنجب اثنتين من أهم شخصيات نابلس هما المترجم الفذ عادل زعيتر و السياسي والمحامي أكرم زعيتر.